# Michel Franceschi
Michel Franceschi – francuski judoka.
Zdobył pięć medali mistrzostw Europy w latach 1957 - 1964, w tym złoty w drużynie w 1962. Mistrz Francji w 1960 roku.